# Tyra von Zweigbergk
Tyra Stina von Zweigbergk, född 1 januari 1973, är en svensk illustratör och grafisk formgivare.
Tyra von Zweigbergk är dotter till arkitekten Niklas von Zweigbergk, sondotter till Eva von Zweigbergk och syster till Clara von Zweigbergk.
Hon har gått i skola i Gävle och studerade därefter filmvetenskap och idéhistoria. Hon utbildade sig i grafisk formgivning på Beckmans designhögskola i Stockholm, med examen 1999. Hon har arbetat som tidningsillustratör för bland andra Dagens Nyheter och som formgivare tillsammans med illustratören Maja Sten för Ikea:s kollektion barnprodukter "Lattjo"
Tyra von Zweigbergk utnämndes i oktober 2015 till generalsekreterare i designorganisationen International Council of Design, en internationell yrkessammanslutning inom formgivning.